# Costa do Marfim nos Jogos Olímpicos de Verão de 1984
A Costa do Marfim competiu nos Jogos Olímpicos de Verão de 1984 em Los Angeles, Estados Unidos. A nação voltou às Olimpíadas após participar doboicote aos Jogos Olímpicos de Verão de 1980. Gabriel Tiacoh ganhou a primeira medalha olímpica da história do país.

## Medalhistas

### Prata
- Gabriel Tiacoh — Atletismo, 400m masculino

## Resultados por Evento

### Atletismo
400m masculino
- Gabriel Tiacoh
  - Eliminatórias — 45.96
  - Quartas-de-Final — 45.15
  - Semifinais — 44.64
  - Final — 44.54 (→  Medalha de Prata)

### Boxe
Peso Galo (54 kg)
- Bararq Bahtobe
  - Primeira Rodada — Bye
  - Segunda Rodada — Perdeu para Çemal Öner (Turquia), 1-4